# Трог (геологія)

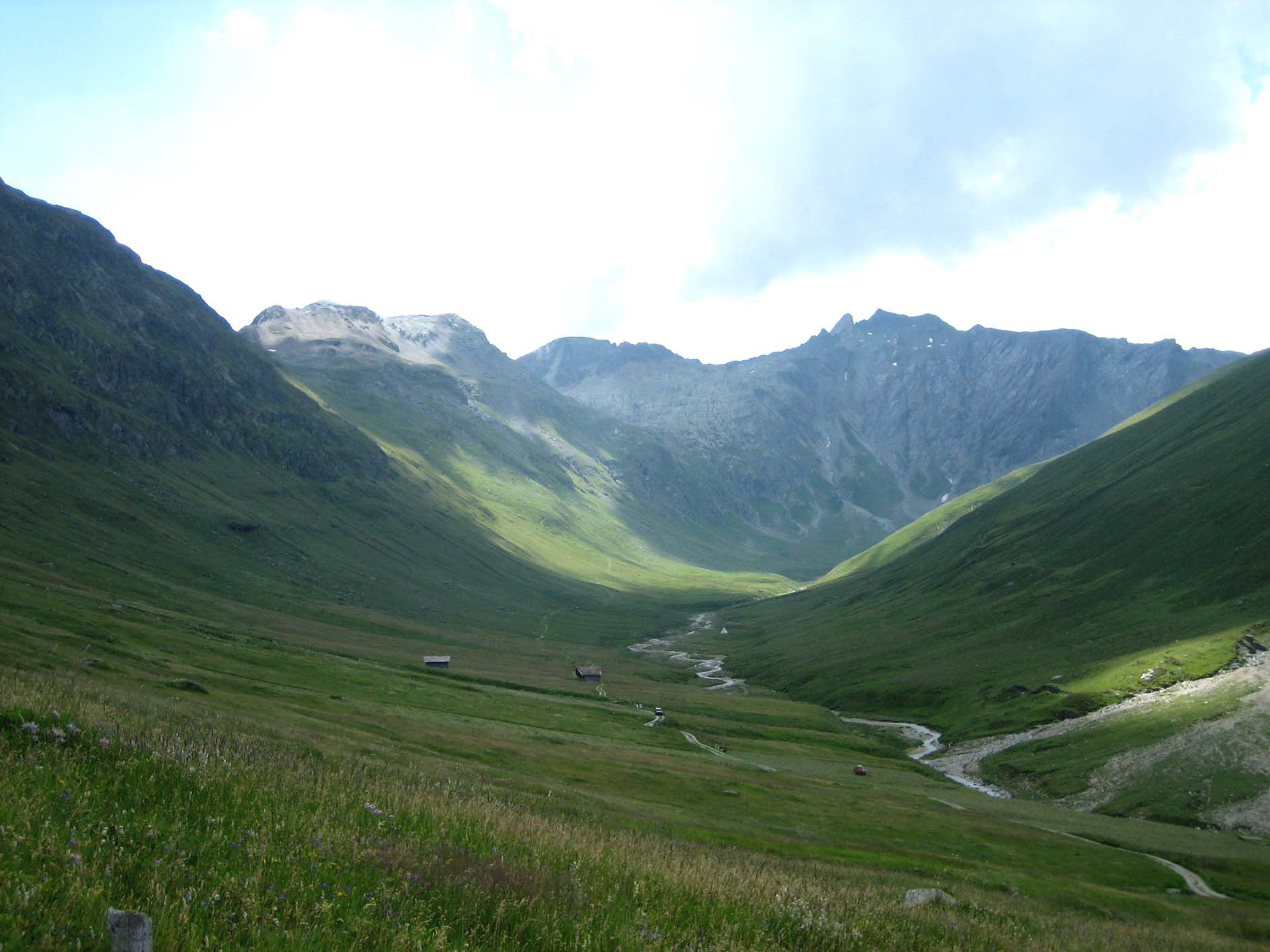
Трог в горах Юф в Швейцарії

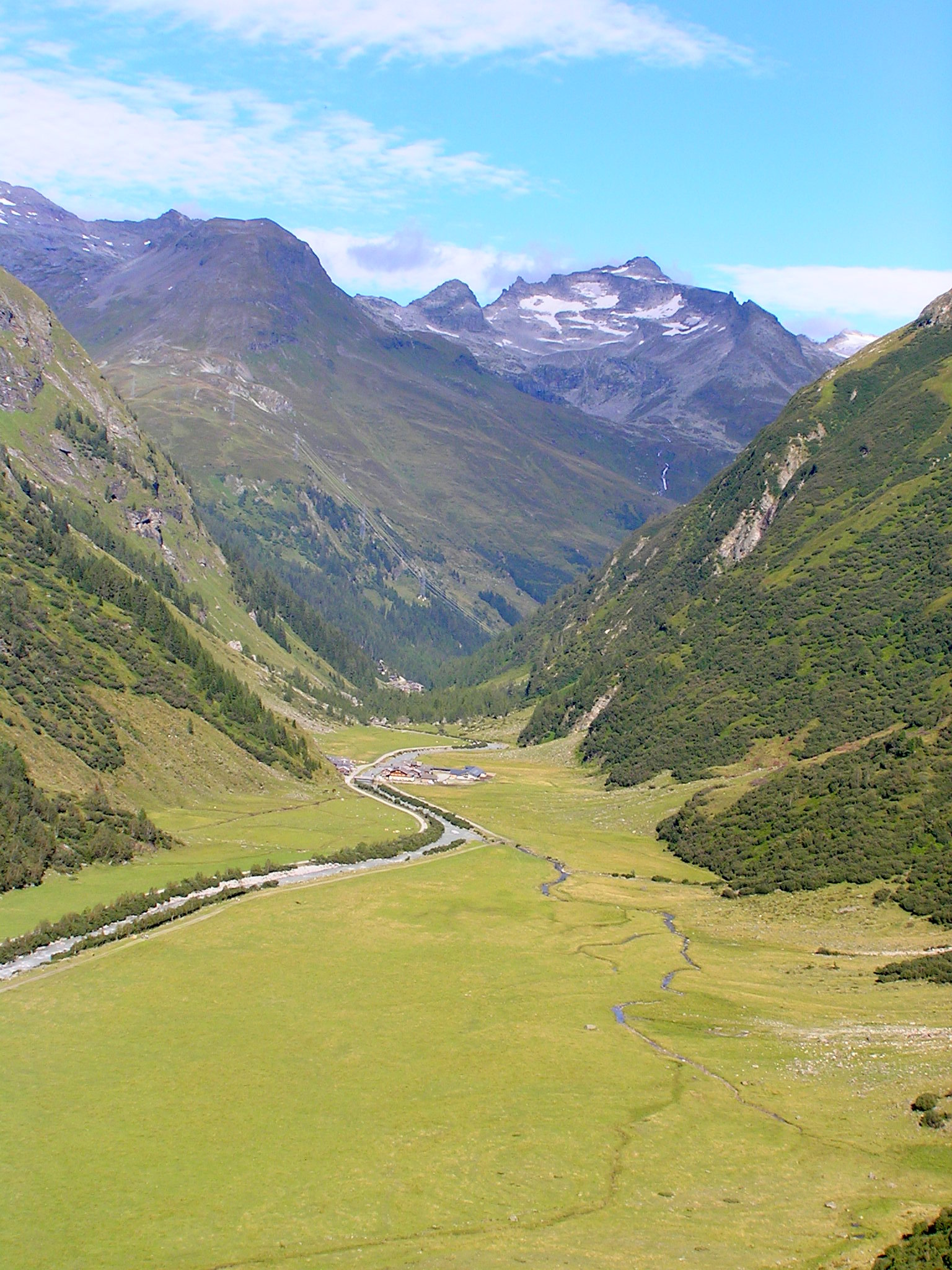
Долина Gschlößbaches в горах Високий Тауерн

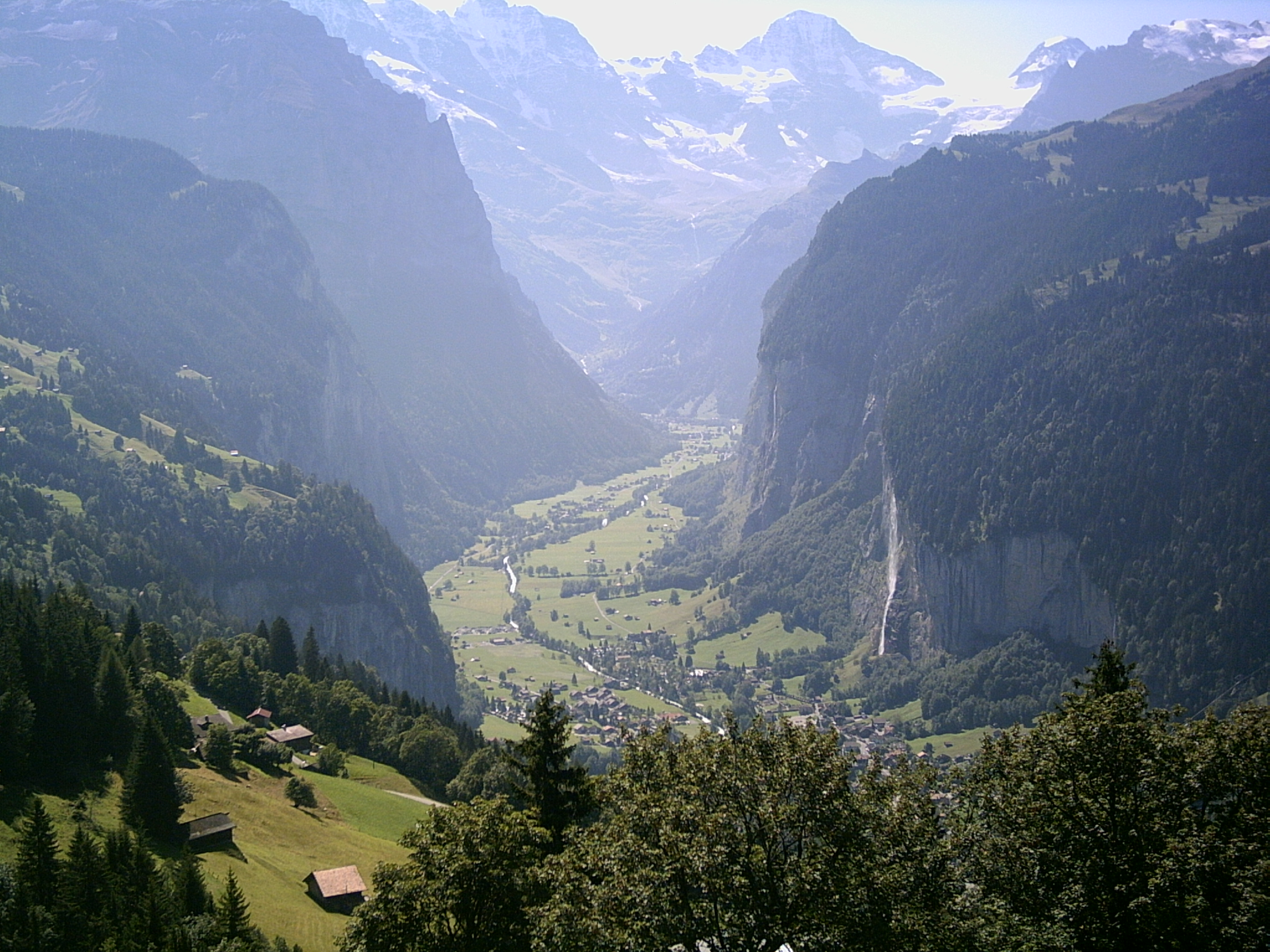
Лаутербрунненталь — типова трогова долина

Трог (від нім. Trog — «корито») — річкова долина з коритоподібним поперечним профілем, що утворилася в результаті проходження льодовика.

## Опис
Трогова долина або U-долина — долина особливої форми утвореної льодовиками. Характеризується типовим U-подібним перетином у нижній частині.
Борти типових трогових долин угорі переходять у більш пологі оброблені льодом ділянки, які називають плечима трогів. У деяких трогів буває не одна, а дві або три пари плечей. Такі вкладені троги часто пояснюють тим, що молодші долини врізані в днища більш прадавніх.
У поздовжньому профілі трогові долини мають східчасту форму, де чергуються поглиблені ділянки (басейни виорювання) з піднятими скелястими щаблями (ригелями). Басейни часто заповнені озерами або річковими відкладами, а ригелі найчастіше оголені, вкриті баранячими лобами й «виорані» льодовиковими шрамами та штрихуванням.
Характерною рисою трогових долин є висячі долини-припливи. Їх днище лежить вище, нерідко на 150—200 м і більш, ніж дно основної трогової долини, і відділяється від нього гирловим щаблем. Це пояснюється тим, що льодовик, який заповнював основну долину, врізався сильніше, ніж його дрібніший приплив.
Найбільші троги можуть досягати в довжину кількох десятків, а іноді сотень кілометрів. Троги розповсюджені у всіх гірничо-льодовикових районах суші. Там, де льодовики досягали або досягають рівня моря, трогові долини продовжуються у вигляді фіордів.